# Malva sylvestris

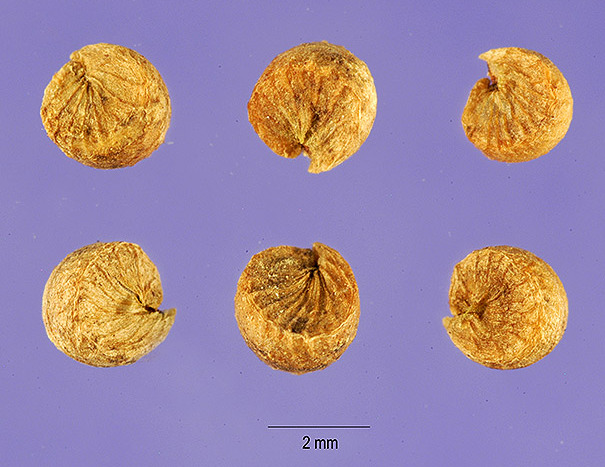
Malva sylvestris : Simientes sueltas.

La malva común (Malva sylvestris) es una planta herbácea de la familia de las malváceas, muy abundante en toda Europa en bordes de caminos y en terrenos tanto cultivados como baldíos.  

## Descripción.
Florece en primavera hasta mediados de verano, produciendo inflorescencias en forma de racimo de cimas helicoidales; las flores, hermafroditas miden entre 2 y 6 cm de diámetro, con pétalos púrpuras o rosas, con venas más oscuras. El perianto es pentámero, con calículo de 3 piezas soldadas en su base. Las flores se cierran al anochecer y cuando hace mal tiempo para proteger el polen. La polinización es esencialmente entomógama, aunque son capaces de autopolinizarse. 
El fruto es una cápsula (esquizocarpo) formada por varios mericarpos, de forma arriñonada, de color pardo y con costillas laterales situadas en abanico radial.

## Hábitat y distribución
Es muy abundante en terrenos baldíos, huertos, cultivos, márgenes de caminos, escombreras y jardines cuando están descuidados. Europa es su lugar de origen, y se encuentra en Asia occidental y Norte de África. Se ha introducido en Centroamérica y Norteamérica, donde está considerada como planta invasora.

## Usos medicinales

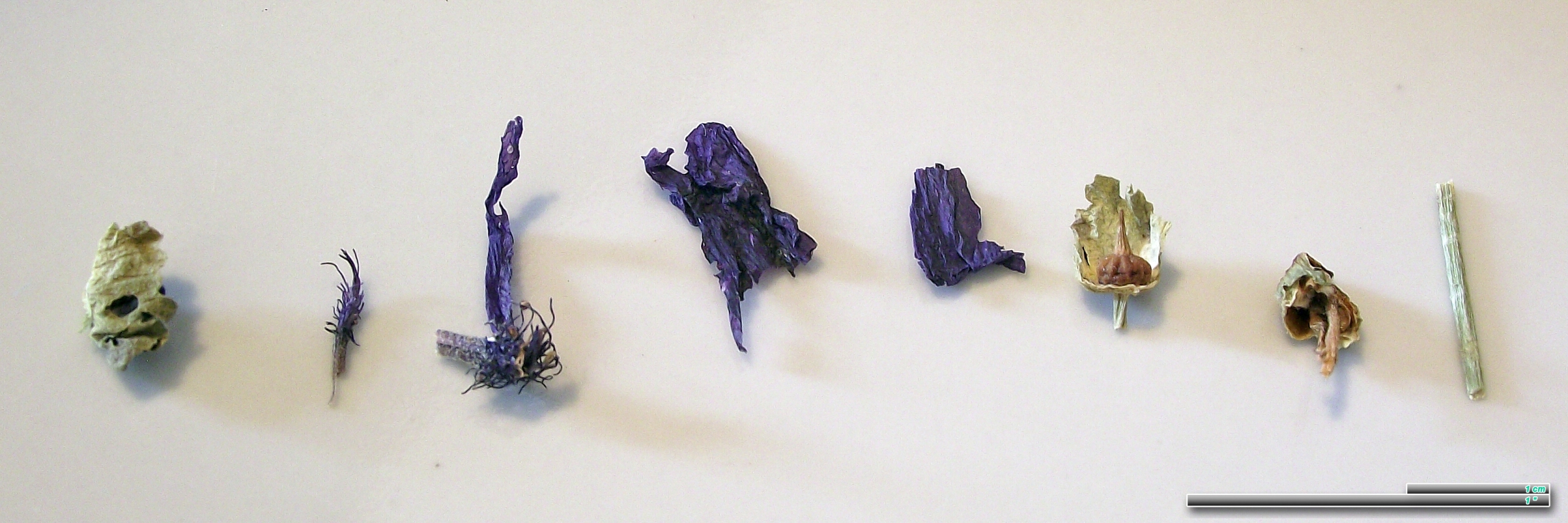
Malvae sylvestris, flores secas, para hacer té.

Existe una industria farmacológica alrededor de la malva, pues se conocen en esta planta principios activos de cierta importancia como la arabinosa, la ramnosa y pequeñas cantidades de taninos, que ayudan contra los cólicos estomacales  
Suelen utilizarse, en la medicina popular, las hojas,tallo y flores como emoliente para ser aplicada en enemas  y furúnculos, y en forma de tisana contra la tos.

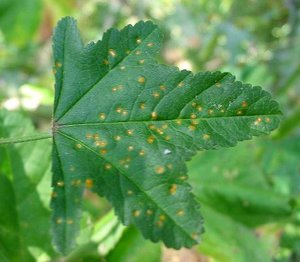
Malva sylvestris, hoja con puntos producidos por un hongo

Con las hojas de la malva se hace un té que sirve para aliviar la fiebre; se toman de dos a tres tazas al día 

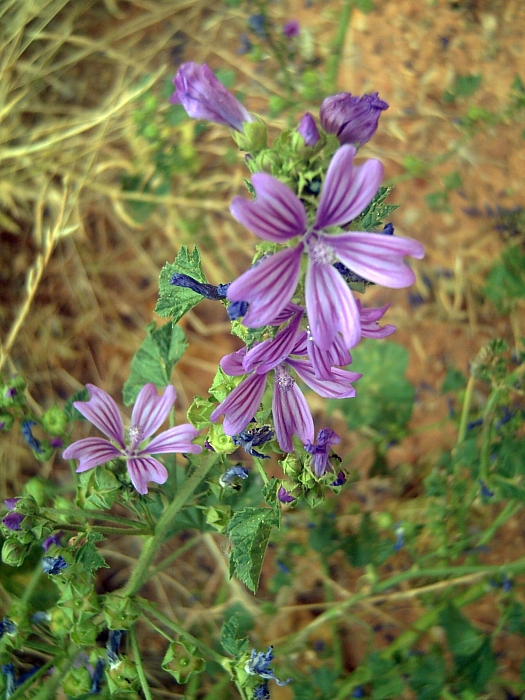
Planta madura (Torrevieja, Alicante-España).

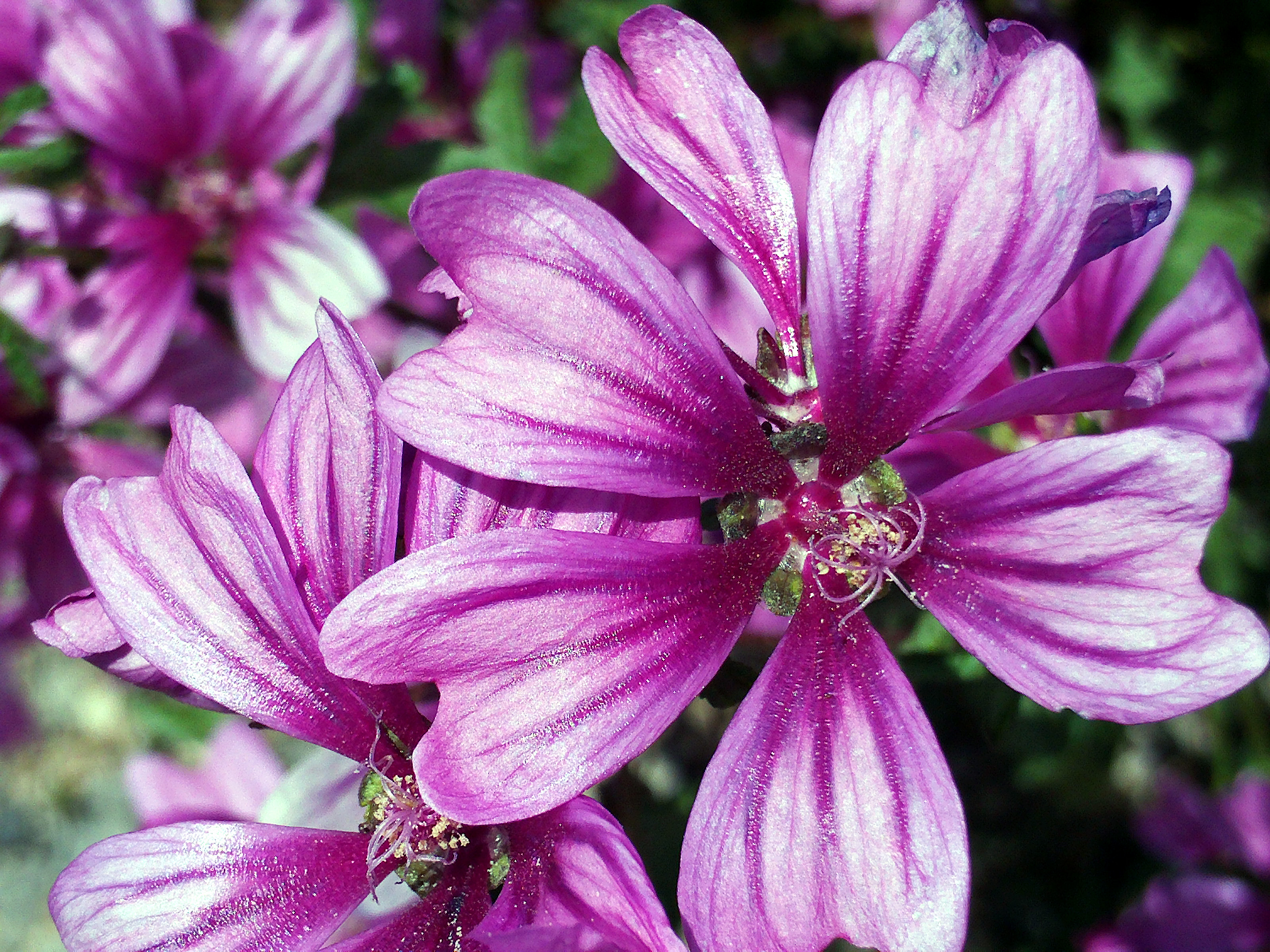
Flores en Miguelturra (Campo de Calatrava, España).

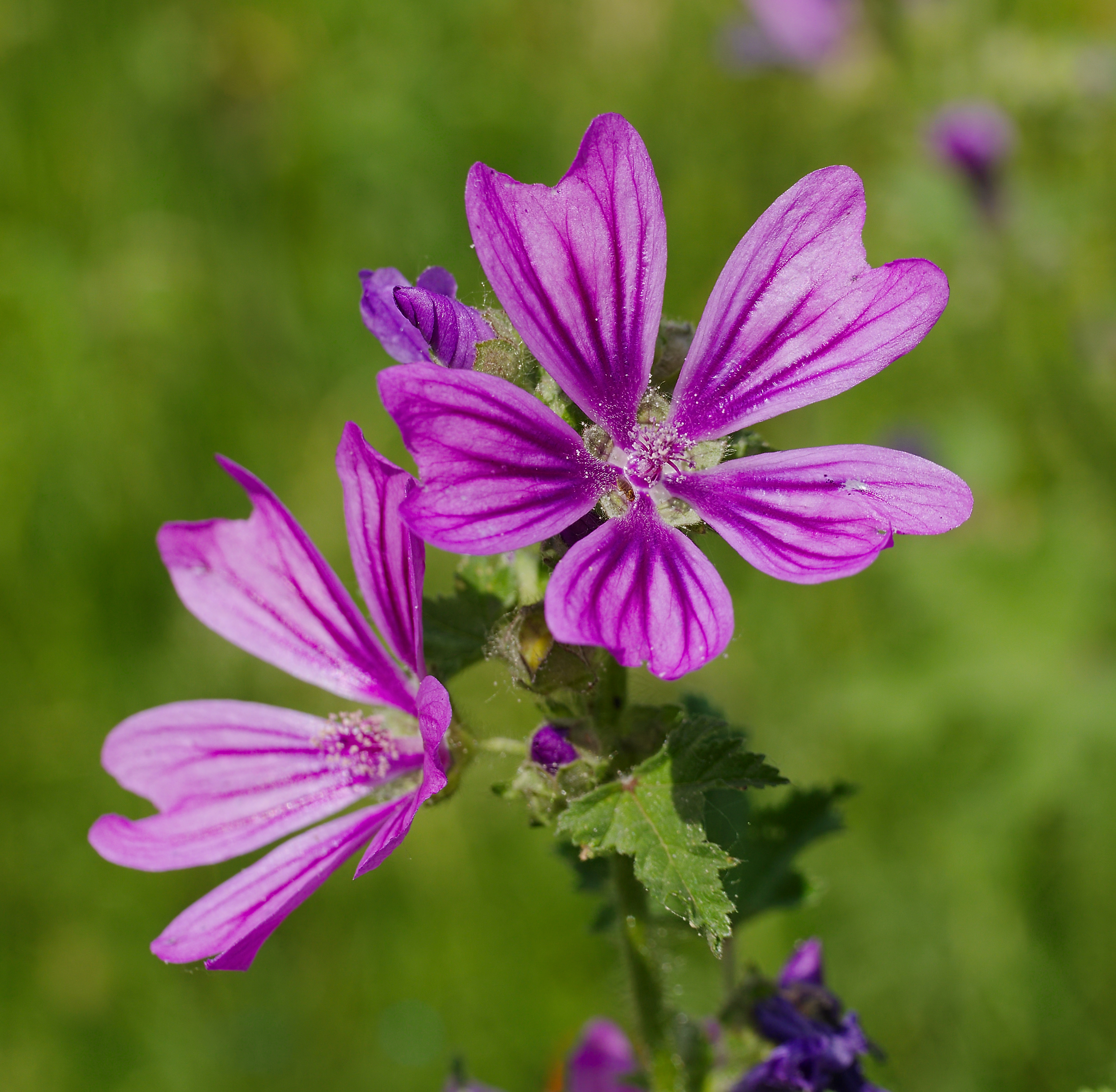
Detalle de la flor

## Enfermedades de la planta
Suele ser atacada por hongos del género Puccinia, produciendo la roya anaranjada.

## Taxonomía
Malva sylvestris fue descrita por Carlos Linneo y publicado en Species Plantarum 2: 689. 1753.
Etimología
Malva: nombre genérico que deriva del latín malva, -ae, vocablo empleado en la antigua Roma para diversos tipos de malvas, principalmente la malva común (Malva sylvestris), pero también el "malvavisco" o "altea" (Althaea officinalis) y la "malva arbórea" (Lavatera arborea). Ampliamente descritas, con sus numerosas virtudes y propiedades, por Plinio el Viejo en su Historia naturalis (20, LXXXIV).
sylvestris: epíteto latíno que significa "silvestre"
Citología
Números cromosomáticos de Malva sylvestris y táxones infraespecificos: 2n=42.
Sinonimia
- Althaea godronii Alef.
- Althaea mauritiana Alef.
- Malva ambigua Guss.
- Malva erecta C.Presl in J.Presl & C. Presl
- Malva erevaniana Takht.
- Malva hirsuta C. Presl
- Malva hirsuta auct. , non Aubl. nec Ten.
- Malva grossheimii Iljin
- Malva longelobata Sennen
- Malva longepedunculata Sennen
- Malva mauritiana L.
- Malva polymorpha Guss.
- Malva sylvestris subsp. ambigua (Guss.) P.Fourn.
- Malva sylvestris subsp. erecta (C. Presl)Nyman
- Malva sylvestris subsp. mauritiana (L.) Cout.
- Malva sylvestris var. mauritiana (L.) Boiss.
- Malva sylvestris subsp. vivianiana (Rouy) P. Fourn.
- Malva tomentella C. Presl
- Malva vivianiana Rouy[6][8][9]

## Nombres comunes
- Castellano: alboeza (2), botonera, botones (2), chicha y pan, flor de malva (3), galletas, granetes, hogacinas, hogacita, hogacita quesera, malmá, malva (48), malva alta (4), malva común (20), malva dulce, malva lisa (3), malva loca, malva mayor (3), malva medicinal, malva silvestre (9), malva silvestre más alta y mayor, malva vulgar (2), malva yedra, malva-yedra, malvas (10), malvavisco (2), malvera, malvilla, marva (5), marvas (3), matutinas, mollete, pan, pan de malva, pan y quesito (2), pan y quesitos, panecico, panecicos, panecillo (4), panecillo de Dios, panecillo de la Virgen, panecillos (6), panecillos de malva, panecitos (3), panes (2), panete, panetes (2), panillo, pericón, probayernos, quesico (2), quesicos, quesilla, quesitos (3), rosquillas, tortillas.[10] Los números entre paréntesis indican la frecuencia del vocablo en España.